# Eurois passeti
Eurois passeti là một loài bướm đêm trong họ Noctuidae.